# Monumento a Corrado Alvaro

Il monumento allo scrittore Corrado Alvaro

Il monumento a Corrado Alvaro sorge in piazza Indipendenza a Reggio Calabria, nei pressi del Museo nazionale della Magna Grecia.
Il monumento, opera dello scultore Alessandro Monteleone, fu realizzato nel 1965. L'opera fu donata dal Lions Club Reggio Calabria Host alla città ed è costituito da tre distinti blocchi a forma di cubo, in marmo travertino, sulle cui facciate sono scolpiti personaggi, pensieri e frasi dalle opere, con il busto dello scrittore stesso; riconoscimento della città e della provincia di Reggio a Corrado Alvaro, che diede vanto alla cultura italiana. 